# Henri Debluë
Pour les articles homonymes, voir Debluë.
Henri Debluë, né le 3 septembre 1924 à Montreux et mort dans la même ville le 13 octobre 1988, est un éditeur, écrivain et auteur dramatique vaudois.

## Biographie
Il fait des études de lettres à l'Université de Lausanne entre 1945 et 1950, et présente sa thèse de doctorat en 1965.
Il est ensuite l'un des fondateurs des Éditions Rencontre. De 1950 à 1953, il dirige la revue Rencontre avec Michel Dentan, Yves Velan et Georges Haldas, avant d'enseigner le français au Collège de sa ville natale, puis à l'école normale de l'Est vaudois.
Henri Debluë publie des traductions du grec ainsi que des récits, dans lesquels il tente d'approcher ce qu'il appelle « le fondamental », à savoir la terre, les gens, le sacré, le bonheur. On lui doit également plusieurs pièces de théâtre. Sa première pièce Force de loi (1959) dénonce le système judiciaire helvétique et la peine de mort, tandis que La passion de Job (1978) constitue un drame sur l'injustice divine.
L'heure de gloire d'Henri Debluë sonne lors de la Fête des Vignerons de Vevey de 1977. C'est en effet lui qui est chargé de concevoir le scénario et d'écrire le texte de cette grande fête culturelle et populaire qui se déroule cinq fois par siècle.
Enfin, Henri Debluë produit une étude critique importante sur les romans de G. Bernanos et un roman Les cerises noires, témoignage sur la vie intellectuelle en Suisse romande durant la guerre et l'après-guerre pour lequel il reçoit le prix du livre vaudois.

## Œuvres
- Force de loi : pièce en quatre actes, Lausanne, La Cité, cop. 1959 (impr. 1960).
- Le procès de la truie : comédie en trois actes, Lausanne, Éd. La Cité, 1962.
- Tepek : comédie-farce en 3 actes, Montreux, Le vieux quartier, 1964.
- Les Romans de Georges Bernanos ou Le défi du rêve, La Baconnière, 1965.
- L'alter ego : pièce en trois actes, Lausanne, Rencontre, 1967.
- Et Saint-Gingolph brûlait : récit, Vevey, B. Galland, 1977, réédition Vevey, L'Aire bleue, 2023.
- La passion de Job : drame, Vevey, B. Galland, 1981.
- Les cerises noires : roman, Lausanne, Éd. 24 Heures, 1988.

## Sources
- « Henri Debluë », sur la base de données des personnalités vaudoises sur la plateforme « Patrinum » de la Bibliothèque cantonale et universitaire de Lausanne.
- « Henri Debluë » dans le Dictionnaire historique de la Suisse en ligne.
- Hadrien Buclin, Les intellectuels de gauche. Critique et consensus dans la Suisse d'après-guerre (1945-1968), Lausanne, Antipodes, 2019.
- Al. Nicollier, H.-Ch. Dahlem, Dictionnaire des écrivains suisses d'expression française, vol. 1, p. 309-310
- Henri-Charles Dahlem, Sur les pas d'un lecteur heureux guide littéraire de la Suisse, p. 152
- R. Francillon, Histoire de la littérature en Suisse romande, vol. 3
- Fonds Henri Debluë, José-Flore Tappy, p. 33-35